# Шахер
Шахер (перс. شاهر‎) — 14,5-мм крупнокалиберная снайперская винтовка иранского производства, способная пробивать бетонные укрепления, а также защиту бронетехники и вертолётов. Имеет максимальную эффективную дальность стрельбы в 4 километра. Винтовка весит 22 килограмма и имеет длину 1,85 м. Может поражать вертолёты и низколетящие самолёты. Бронебойные патроны, используемые винтовкой, способны пробить броню толщиной до 50 мм.

## История
Винтовка была представлена в 2012 году вместе с серией боевых и транспортных машин. В апреле 2014 года была представлена новая версия Shaher со съёмным коробчатым магазином на 5 патронов и планками Пикатинни в верхней части винтовки.
Данную винтовку использовали талибы во время войны в Афганистане.